# Семичный (Волгоградская область)
Семичный — хутор в Котельниковском районе Волгоградской области. Административный центр Семиченского сельского поселения.
Население — 930 (2010)

## История
Дата основания не установлена. Впервые обозначен на десятиверстной карте Шуберта 1840 года. Согласно Списку населённых мест Земли Войска Донского, в 1859 году хутор относился к юрту станицы Верхне-Курмоярской, в хуторе имелось 20 дворов, всего проживало 182 человека. Согласно переписи населения 1897 года на хуторе проживало 130 душ мужского и 126 женского пола.
По состоянию на 1936 год в составе Котельниковского района Сталинградской (Волгоградской) области (центр сельсовета).

## Физико-географическая характеристика
Хутор расположен в степи в пределах западной покатости Ергенинской возвышенности, относящейся к Восточно-Европейской равнине, на пограничной части Котельниковского и Ремонтненского сводов Скифской тектонической плиты по левой стороне балки Семичная (приток Аксая), чуть выше устья балки Рубежная, на высоте — 56 метров над уровнем моря. Рельеф местности холмисто-равнинный, от балки Семичной отходят балки и овраги второго порядка. К востоку от хутора в балке Семичной имеется пруд. Почвы комплексные: распространены каштановые солонцеватые и солончаковые почвы и солонцы (автоморфные).
По автомобильным дорогам расстояние до областного центра города Волгограда (до центра города) составляет 220 км, до районного центра города Котельниково — 11 км (до центра города). К хутору имеется подъезд от региональной автодороги Волгоград — Котельниково — Сальск.
Климат
Климат континентальный, засушливый, с жарким летом и относительно холодной и малоснежной зимой (согласно классификации климатов Кёппена — Dfa). Среднегодовая температура воздуха положительная и составляет + 9,0 °C. Средняя температура самого холодного января −5,8 °С, самого жаркого месяца июля +23,9 °С. Расчётная многолетняя норма осадков — 388 мм. В течение года количество осадков распределено относительно равномерно: наименьшее количество осадков выпадает в марте и октябре (по 25 мм), наибольшее количество — в июне (41 мм) и декабре (40 мм).
Часовой пояс
Семичный, как и вся Волгоградская область, находится в часовой зоне МСК (московское время). Смещение применяемого времени относительно UTC составляет +3:00.

## Население
Динамика численности населения
| 1897 | 2002 |
| ---- | ---- |
| 256  | 853  |

| 1859 | 2010 |
| ---- | ---- |
| 182  | ↗930 |